# Uvira
Uvira je město v Konžské demokratické republice ležící v provincii Jižní Kivu nedaleko státní hranice s Burundi, asi 20 kilometrů od Bujumbury. V roce 2024 zde žilo přibližně 726 tisíc obyvatel. Nachází se nedaleko pohoří Mitumba, východní částí města protéká řeka Ruzizi a město dále leží na jezeře Tanganika. Je významným obchodním centrem i dopravním uzlem v regionu. Díky své poloze na řece a jezeře je pro město významný také rybolov. Asi 120 kilometrů od města leží Bukavu, hlavní město provincie Jižní Kivu.